# Wilhelm Heinrich Erb
Wilhelm Heinrich Erb (30. listopadu 1840 – 29. října 1921) byl německý neurolog. Zabýval se především elektrodiagnostikou a syfilitickou paralýzou. Rozvinul ve své době populární systém elektroterapie, který je však dnes považovaný za překonaný.